# Joelia Jefimova

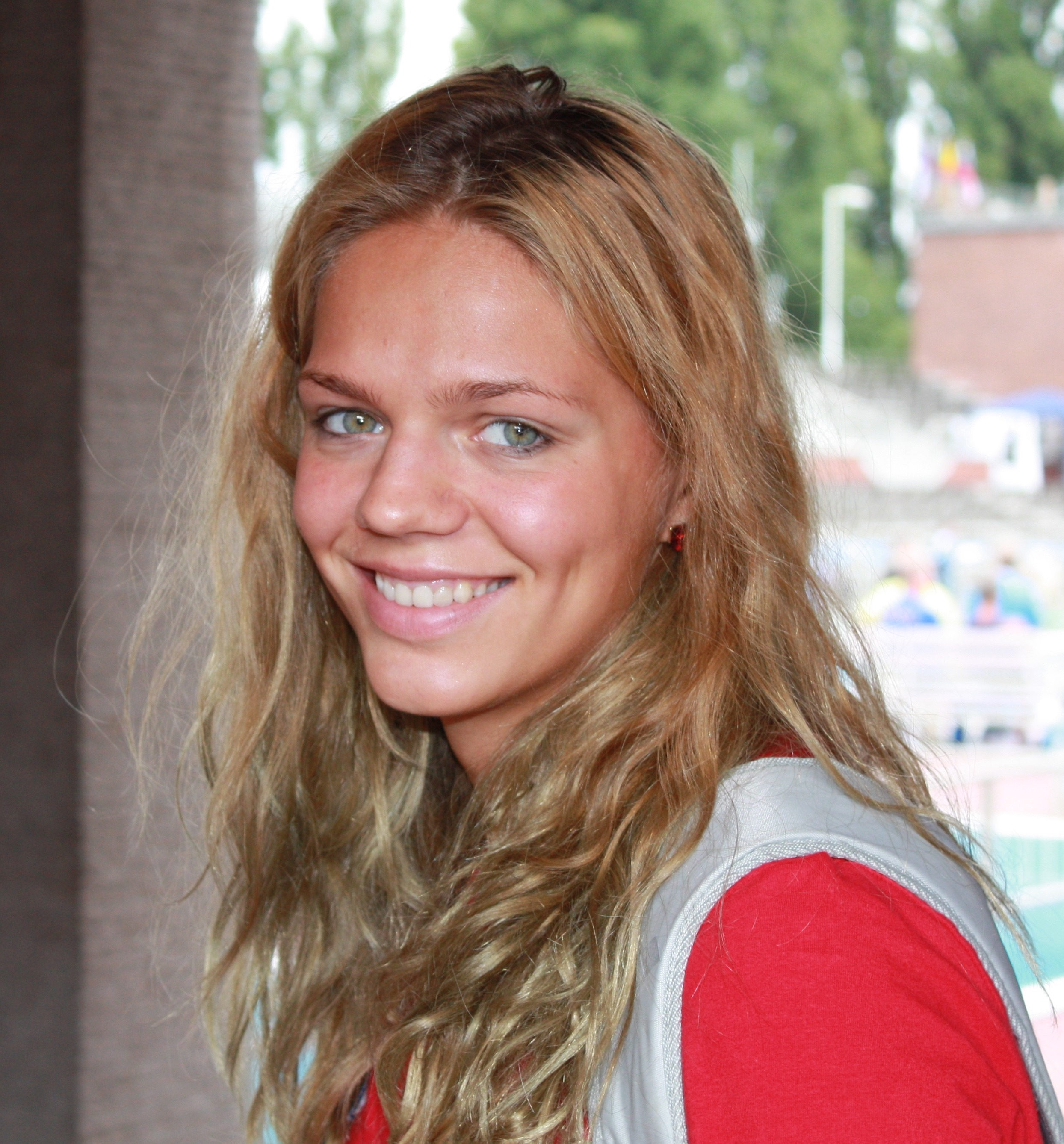
Jefimova tijdens de Europese kampioenschappen van 2010.

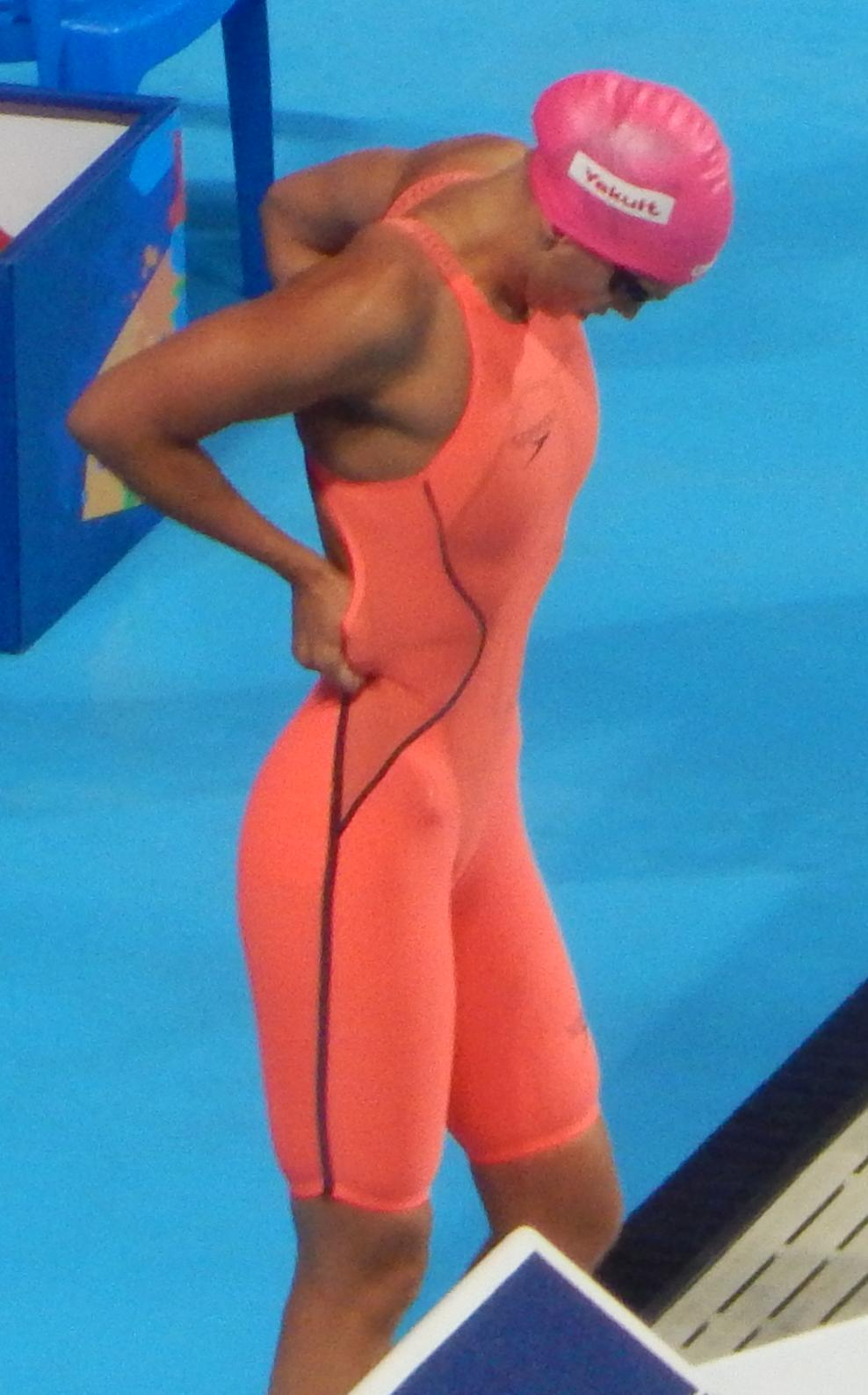
Jefimova voor de finale van de 100 meter schoolslag tijdens de wereldkampioenschappen van 2015.

Joelia Andrejevna Jefimova (Russisch: Юлия Андреевна Ефимова) (Grozny (Tsjetsjenië), 3 april 1992) is een Russische zwemster. Ze vertegenwoordigde haar vaderland op de Olympische Zomerspelen 2008 in Peking, op de Olympische Zomerspelen 2012 in Londen en op de Olympische Zomerspelen 2016 in Rio de Janeiro.

## Carrière
Bij haar internationale debuut, op de Europese kampioenschappen kortebaanzwemmen 2007 in Debrecen, veroverde Jefimova de gouden medaille op de 50, de 100 en de 200 meter schoolslag.
Op de Europese kampioenschappen zwemmen 2008 in Eindhoven sleepte de Russin de Europese titel in de wacht op de 200 meter schoolslag en behaalde ze de zilveren medaille op de 50 meter schoolslag, op de 100 meter schoolslag strandde ze in de series. Samen met Anastasia Zoejeva, Natalia Soetjagina en Darja Beljakina legde ze beslag op de zilveren medaille op de 4x100 meter wisselslag. Enkele weken later nam Jefimova deel aan de wereldkampioenschappen kortebaanzwemmen 2008 in Manchester, op dit toernooi veroverde ze de bronzen medaille op de 200 meter schoolslag en eindigde ze als vijfde op de 100 meter schoolslag. Op de 50 meter schoolslag werd ze in de finale gediskwalificeerd en op de 4x100 meter wisselslag eindigde ze samen met Ksenia Moskvina, Darja Beljakina en Kira Volodina op de vijfde plaats. Tijdens de Olympische Zomerspelen van 2008 in Peking eindigde de Russin als vierde op de 100 meter schoolslag en als vijfde op de 200 meter schoolslag. Met haar ploeggenotes Anastasia Zoejeva, Natalia Soetjagina en Anastasia Aksenova eindigde ze als vijfde op de 4x100 meter wisselslag.
Tijdens de Russische kampioenschappen zwemmen 2009 verbeterde Jefimova het wereldrecord op de 50 meter schoolslag en het Europees record op de 100 meter schoolslag, deze records werden echter niet erkend omdat haar zwemkleding nog niet was goedgekeurd. In de Italiaanse hoofdstad Rome nam de Russin deel aan de wereldkampioenschappen zwemmen 2009, op dit toernooi veroverde ze de gouden medaille op de 50 meter schoolslag en de zilveren medaille op de 100 meter schoolslag. Op de 200 meter schoolslag strandde ze in de halve finales.
Op de Europese kampioenschappen zwemmen 2010 in Boedapest sleepte Jefimova de Europese titel in de wacht op zowel de 50 als de 100 meter schoolslag. Op de 4x100 meter wisselslag werd ze samen met Maria Gromova, Irina Bespalova en Margarita Nesterova gediskwalificeerd nadat Jefimova zelf te vroeg had overgenomen. Tijdens de wereldkampioenschappen kortebaanzwemmen 2010 in Dubai eindigde de Russin als vierde op zowel de 50 als de 200 meter schoolslag, daarnaast eindigde ze als zevende op de 100 meter schoolslag. Samen met Anastasia Zoejeva, Veronika Popova en Margarita Nesterova eindigde ze als vierde op de 4x100 meter wisselslag.
In Shanghai nam Jefimova deel aan de wereldkampioenschappen zwemmen 2011. Op dit toernooi veroverde ze de zilveren medaille op zowel de 50 als de 200 meter schoolslag, daarnaast eindigde ze als vierde op de 100 meter schoolslag en strandde ze in de series van de 200 meter wisselslag. Op de 4x100 meter wisselslag eindigde ze samen met Anastasia Zoejeva, Irina Bespalova en Veronika Popova op de vierde plaats.
Op de Olympische Zomerspelen van 2012 in Londen sleepte de Russin de bronzen medaille in de wacht op de 200 meter schoolslag, op de 100 meter schoolslag eindigde ze op de zevende plaats. Samen met Anastasia Zoejeva, Irina Bespalova en Veronika Popova eindigde ze als vierde op de 4x100 meter wisselslag.

### 2013-heden
Tijdens de wereldkampioenschappen zwemmen 2013 in Barcelona werd Jefimova wereldkampioene op zowel de 50 als de 200 meter schoolslag. Op de 100 meter schoolslag moest ze genoegen nemen met de zilveren medaille. Op de 4x100 meter wisselslag legde ze samen met Darja Oestinova, Svetlana Tsjimrova en Veronika Popova beslag op de bronzen medaille. In januari 2014 werd bekend dat Jefimova bij een out-of-competition controle in oktober 2013 was betrapt op het gebruik van dehydro-epiandrosteron, een endogeen steroïdhormoon. Op 14 mei 2014 werd ze met terugwerkende kracht geschorst voor zestien maanden, ingaande op 31 oktober 2013 en eindigende op 28 februari 2015. Al haar resultaten van oktober 2013 werden geschrapt, waaronder de medailles die ze won op de Europese kampioenschappen kortebaanzwemmen 2013 in Herning, tevens werden de wereldrecords die ze tijdens deze wedstrijd zwom geschrapt.
Op de wereldkampioenschappen zwemmen 2015 in Kazan werd de Russin wereldkampioene op de 100 meter schoolslag, daarnaast sleepte ze de bronzen medaille in de wacht op de 50 meter schoolslag en strandde ze in de series van de 200 meter schoolslag.
Tussen 15 februari en 30 maart 2016 werd Jefimova zes keer positief getest op het gebruik van meldonium. Op 14 maart werd de Russin voorlopig geschorst door de FINA, op 20 mei werd de voorlopige schorsing opgeheven op advies van het WADA. Op 12 juli werd besloten om definitief geen schorsing op te leggen. Tijdens de Olympische Zomerspelen van 2016 in Rio de Janeiro veroverde Jefimova de zilveren medaille op zowel de 100 als de 200 meter schoolslag. Samen met Anastasia Fesikova, Svetlana Tsjimrova en Veronika Popova eindigde ze als zesde op de 4x100 meter wisselslag.

## Internationale toernooien
| Jaar | Olympische Spelen                                           | WK langebaan                                                                                       | WK kortebaan                                                                    | EK langebaan                                                               | EK kortebaan |
| ---- | ----------------------------------------------------------- | -------------------------------------------------------------------------------------------------- | ------------------------------------------------------------------------------- | -------------------------------------------------------------------------- | --- |
| 2007 |                                                             | geen deelname                                                                                      |                                                                                 |                                                                            | 50m schoolslag · 100m schoolslag · 200m schoolslag                                                                               |
| 2008 | 4e 100m schoolslag 5e 200m schoolslag 5e 4x100m wisselslag  | | DQ 50m schoolslag · 5e 100m schoolslag · 200m schoolslag · 5e 4x100m wisselslag | 50m schoolslag · 17e 100m schoolslag · 200m schoolslag · 4x100m wisselslag | geen deelname |
| 2009 |                                                             | 50m schoolslag · 100m schoolslag · 14e 200m schoolslag                                             |                                                                                 |                                                                            | geen deelname |
| 2010 |                                                             | | 4e 50m schoolslag 7e 100m schoolslag 4e 200m schoolslag 4e 4x100m wisselslag    | 50m schoolslag · 100m schoolslag · DQ 4x100m wisselslag                    | geen deelname |
| 2011 |                                                             | 50m schoolslag · 4e 100m schoolslag · 200m schoolslag · 20e 200m wisselslag · 4e 4x100m wisselslag |                                                                                 |                                                                            | geen deelname |
| 2012 | 7e 100m schoolslag · 200m schoolslag · 4e 4x100m wisselslag | | geen deelname                                                                   | geen deelname                                                              | geen deelname |
| 2013 |                                                             | 50m schoolslag · 100m schoolslag · 200m schoolslag · 4x100m wisselslag                             |                                                                                 |                                                                            | DSQ 50m schoolslag DSQ 100m schoolslag DSQ 200m schoolslag DSQ 200m wisselslag DSQ 4x50m wisselslag DSQ 4x50m wisselslag gemengd |
| 2014 |                                                             | | geschorst                                                                       | geschorst                                                                  | |
| 2015 |                                                             | 50m schoolslag · 100m schoolslag · 17e 200m schoolslag                                             |                                                                                 |                                                                            | geen deelname |
| 2016 | 100m schoolslag · 200m schoolslag · 6e 4x100m wisselslag    | | 6-11 december                                                                   | geen deelname                                                              | |

## Persoonlijke records
Bijgewerkt tot en met 9 oktober 2016
Kortebaan
| Afstand         | Tijd    | Datum            | Plaats  |
| --------------- | ------- | ---------------- | ------- |
| 50m schoolslag  | 29,08   | 31 augustus 2016 | Berlijn |
| 100m schoolslag | 1.02,91 | 3 september 2016 | Moskou  |
| 200m schoolslag | 2.16,39 | 9 oktober 2016   | Doha    |

Langebaan
| Afstand         | Tijd    | Datum           | Plaats    |
| --------------- | ------- | --------------- | --------- |
| 50m schoolslag  | 29,52   | 4 augustus 2013 | Barcelona |
| 100m schoolslag | 1.05,02 | 30 juli 2013    | Barcelona |
| 200m schoolslag | 2.19,41 | 2 augustus 2013 | Barcelona |